# Akkerklokje
Akkerklokje (Campanula rapunculoides) is een plantensoort uit de klokjesfamilie (Campanulaceae). De plant wordt gebruikt in bloemenweidemengsels.

## Determinatie
Akkerklokje is een vaste, kruidachtige plant die een hoogte bereikt van 45–120 cm. Ze vormt wortelstokken. De stompkantige stengel en de bladeren zijn meestal weinig behaard met korte haren. De onderste bladeren zijn langgesteeld, eirond tot lancetvormig en hebben een hartvormige of afgeronde voet. De bovenste bladeren zijn lancetvormig en zittend. De bladrand is gekarteld-gezaagd.

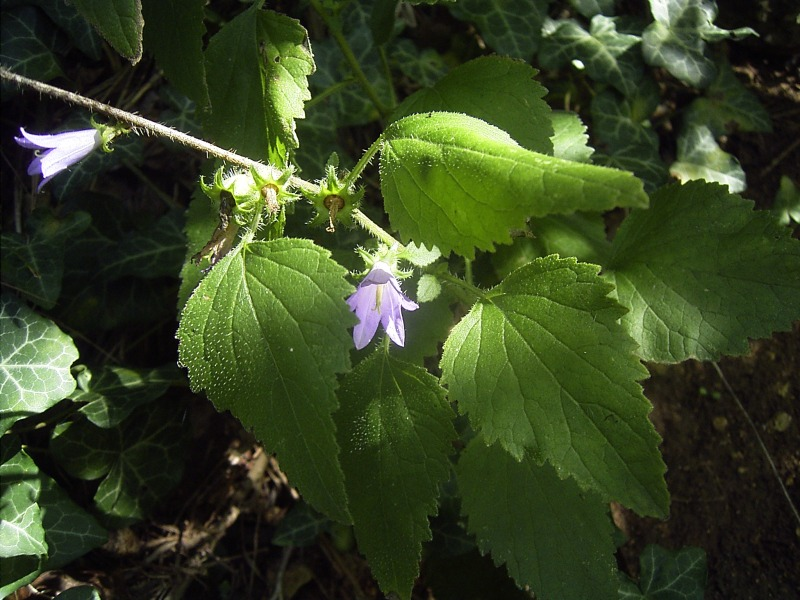
Korte haren zijn duidelijk zichtbaar.

Het akkerklokje bloeit van juni tot augustus met 2-4 cm lange, helder violette bloemen, die naar één kant staan en in de oksels van de kleine schutbladen staan. De eironde tot lancetvormige kelkslippen zijn afstaand tot teruggeslagen. De bloeiwijze is een tros.
De vrucht is een doosvrucht met strooigaatjes waar de zaden door vrijkomen.

## Ecologie
De plant komt voor op vochtige, Eutrofe grond in bermen, langs spoorwegen en heggen en soms ook in en langs bouwland. Tegenwoordig komt ze vooral veel verwilderd voor langs muurvoeten en in de voegen van overige stenige plekken in het urbane milieu.

## Verspreiding
Het verspreidingsgebied van akkerklokje strekt zich uit over Eurazië. In Nederland is de soort vanaf 1 januari 2017 niet meer wettelijk beschermd.